# Février 2016
Février 2016 est le 2e mois de l'année 2016.

## Événements
Le mois de février 2016 a la particularité de contenir 5 lundis, ce qui n'était plus arrivé depuis 1988 pour un mois de février et ne se reproduira plus avant 2044.
- 1er février : 
  - le caucus de l'Iowa marque le début des élections primaires démocrates et républicaines en vue de l’élection présidentielle américaine ;
  - à Monaco, Serge Telle entre en fonction comme ministre d'État ;
- 2 février : une bombe explose sur le vol 3159 Daallo Airlines reliant l'aéroport international de Mogadiscio en Somalie à l'aéroport international Ambouli de Djibouti.
- 3 février : l'armée arabe syrienne, soutenue par des milices chiites, l'Iran et la Russie, brise le siège de Nobl et Zahraa.
- 6 février : le sud de l'île de Taïwan est frappé par un séisme d'une magnitude de 6,4.
- 7 février : le Parlement d'Algérie adopte une révision de la Constitution rétablissant la limite à deux mandats présidentiels.
- 9 février :
  - collision frontale entre deux trains près de la ville de Bad Aibling en Allemagne ;
  - le gouvernement irakien reprend totalement Ramadi à l'État islamique.
- 11 février :
  - la première observation directe des ondes gravitationnelles est annoncée ;
  - Charlot Salwai est élu premier ministre de Vanuatu.
- 12 février : rencontre historique entre le pape François et le patriarche orthodoxe russe Cyrille de Moscou à Cuba. C'est la première rencontre d'un pape et d'un primat de l'Église orthodoxe russe depuis le schisme de 1054.
- 12 au 21 février : Jeux olympiques de la jeunesse d'hiver de 2016 à Lillehammer en Norvège.
- 14 février : élection présidentielle en République centrafricaine (2e tour), Faustin-Archange Touadéra est élu.
- 15 février :
  - la Bosnie-Herzégovine dépose sa candidature à l’adhésion à l’Union européenne ;
  - en Syrie, les Forces démocratiques syriennes font tomber Tall Rifaat, un des derniers bastions rebelles dans la région d'Alep.
- 17 février : en Turquie, un attentat à Ankara fait au moins 28 morts.
- 18 février : élection présidentielle et élections législatives en Ouganda.
- 21 février :
  - référendum constitutionnel en Bolivie ;
  - élection présidentielle aux Comores (1er tour) ;
  - élection présidentielle au Niger (1er tour) ;
  - le cyclone Winston (en) frappe les Fidji.
- 23 février : un accident ferroviaire a lieu aux Pays-Bas, à Dalfsen. Un train déraille et se couche après avoir percuté un véhicule sur la voie ; le conducteur du train est tué[1].
- 24 février : l'accident du vol 193 Tara Air fait 23 morts au Népal.
- 25 février : élections législatives en Jamaïque.
- 26 février :
  - élections législatives et des experts en Iran ;
  - élections générales en Irlande ;
  - Gianni Infantino est élu président de la FIFA ;
  - les Forces démocratiques syriennes prennent Al-Chaddadeh, un des principaux bastions de l’État islamique en Syrie.
- 28 février : votation portant sur quatre questions en Suisse.
- 29 février : jour intercalaire du calendrier grégorien.